# Pidna
Pidna (grec antic: Πύδνα, llatí: Pydna) era una ciutat de la costa de Pièria al golf Termaic.
Dos guies macedonis van acompanyar Temístocles fins a la ciutat, on va trobar una nau a punt de navegar cap a Àsia. Apareix al segle v aC en possessió d'Alexandre I de Macedònia (498-458 aC) si bé la ciutat, que era un establiment grec, conservava l'autonomia. Tucídides el 432 aC va assetjar Pidna, però, com que li calien forces pel setge de Potidea, va fer un acord amb Perdicas II de Macedònia, fill d'Alexandre I, i segurament va aconseguir un reconeixement nominal dels drets atenencs sobre la ciutat. Es creu que la facció pro-macedònia era al govern i la facció pro-atenenca havia reclamat l'ajut d'Atenes.
L'any 410 aC es va revoltar contra el rei Arquelau de Macedònia, fill de Perdicas II que va rebre ajut del comandant atenenc Teràmenes per assetjar la ciutat. Els macedonis la van recuperar i l'ajut d'Atenes no va ser necessari. El rei macedoni va evacuar-ne els habitants i els va ordenar reconstruir la ciutat a 4 km (20 estadis) de la costa. A la costa hi havia el port controlat també pels macedonis. La nova ciutat es va considerar independent fins que fel comandant atenenc Timoteu d'Anaflist la va conquerir durant la crisi de successió de Macedònia cap a l'any 360 aC. Filip II de Macedònia, una vegada en el poder, va recuperar Pidna el 357 aC.
A la mort d'Alexandre el Gran la seva mare Olímpies, la vídua Roxana i el seu fill Alexandre es van refugiar a la ciutat on Cassandre els va assetjar. Olímpies va ser executada en públic i Roxana i Alexandre en privat. La ciutat va romandre en mans del Regne de Macedònia i va seguir la seva història. L'any 169 aC Perseu de Macedònia es va retirar de Dium davant el cònsol Quint Marci Filip, i va anar a Pidna. El 22 de juny de 168 aC es va lliurar la batalla de Pidna que va posar fi a la monarquia macedònica.